# Тороне Серабаса (Мачерата)
Тороне Серабаса је насеље у Италији у округу Мачерата, региону Марке.
Према процени из 2011. у насељу је живело 51 становника. Насеље се налази на надморској висини од 404 м.